# Mark Smith (baloncestista)
Mark Smith  (Peoria, Illinois, 5 de noviembre de 1959-ibidem, 27 de junio de 2001) fue un jugador de baloncesto estadounidense. Con 2.00 de estatura, su puesto natural en la cancha era el de Alero. Murió a los 41 años, víctima de los abusos del alcohol y otras sustancias.

## Trayectoria
- Universidad de Illinois en Urbana-Champaign  (1977-1981)
- Colón  (1982)
- Puerto Rico Coquis   (1983-1984)
- Napoli Basket  (1984-1985)
- FC Barcelona (1985-1986)
- Napoli Basket (1986-1987)
- Basket Rimini (1987-1990)